# Kim Rasmussen
Kim Rasmussen (ur. 22 września 1972) – duński trener piłki ręcznej, w latach 2010–2016 selekcjoner reprezentacji Polski seniorek.

## Kariera

### Kariera klubowa
Karierę jako trener rozpoczynał w 1990 roku pracując z drużynami młodzieżowymi, a następnie przez osiem lat trenował duńskie Lyngby HK, w sezonie 2008/09 natomiast męską drużynę szwedzkiego Stavstens IF. W sezonie 2010/2011 był trenerem żeńskiego zespołu Roskilde Handball występującego w duńskiej Ekstraklasie, ale został zwolniony w marcu 2011. W styczniu 2015 pracował krótko jako asystent trenera w zespole Wardar Skopje. W sezonie 2015/2016 był trenerem żeńskiego zespołu z Rumunii CSM Bukareszt i triumfował z nim w rozgrywkach Ligi Mistrzyń, ale klub nie przedłużył z nim kontraktu. Do pracy z drużyną klubową powrócił w sezonie 2020/21, obejmując MKS Lublin. 24 lutego 2021 roku kontrakt został rozwiązany za porozumieniem stron z powodu nie osiągnięcia zakładanych przez klub celów.

### Kariera reprezentacyjna
25 czerwca 2010 został trenerem kobiecej reprezentacji Polski. Awansował z nią na mistrzostwa świata w 2013 roku po zwycięstwie w barażu ze Szwecją. Na mistrzostwach świata w 2013 roku rozgrywanych w Serbii awansował do najlepszej czwórki turnieju po wygranym ćwierćfinale 22:21 z Francją. Ostatecznie zajął 4. miejsce, po przegranych w półfinale z Serbią i w meczu o brązowy medal przeciwko Danii, co było największym sukcesem w historii polskiej piłki ręcznej kobiet. Później wywalczył z reprezentacją awans na mistrzostwa Europy w 2014 roku w Chorwacji i na Węgrzech po zwycięstwie w ostatnim meczu kwalifikacyjnym z Czechami. Jednak na tym turnieju zespół wygrał tylko jedno spotkanie fazy grupowej z Rosją, które dało jednocześnie awans do fazy zasadniczej z 3. miejsca, a przegrał pięć pozostałych (dwie w fazie grupowej z Hiszpanią i Węgrami i wszystkie trzy w fazie zasadniczej z Danią, Norwegią i Rumunią) i ostatecznie zajął na tych mistrzostwach 11. miejsce. Na mistrzostwach świata w 2015 ponownie zajął z drużyną 4. miejsce. Nie zdecydował się na przedłużenie kontraktu kończącego się w sierpniu 2016 i w tym samym roku został selekcjonerem reprezentacji Węgier w piłce ręcznej kobiet. Stanowisko to obejmował do stycznia 2020 roku. Pod jego wodzą Węgierki zajęły 15. miejsce w mistrzostwach świata w 2017 roku i 14. lokatę dwa lata później oraz 7. pozycję w mistrzostwach Europy w 2018 roku. 25 listopada 2020 roku objął funkcję selekcjonera reprezentacji Czarnogóry, z którą podczas turnieju w Podgoricy uzyskał awans na Igrzyska Olimpijskie w Tokio. 29 marca 2021 roku władze federacji poinformowały, że kontrakt z selekcjonerem nie zostanie przedłużony.

## Odznaczenia i wyróżnienia
- Wyróżnienie „Trener szkolący kobiety” – przyznane za 2015 w 15. konkursie organizowanym przez Komisję Sportu Kobiet PKOl[11].